# نكوسيناثي أوغلي
نكوسيناثي أوغلي (بالإنجليزية: Nkosinathi Ogle)‏ (17 مارس 1985 في جنوب أفريقيا - ) هو لاعب كرة قدم جنوب أفريقي في مركز الهجوم. لعب مع نادي جامعة بريتوريا ونادي مبومالانجا بلاك أسأت وموروكا سوالوز ولمونتفيل غولدن أروز ‏ وتاندا رويال زولو ‏.